# All-British Car Company
All-British Car Company war ein britischer Hersteller von Automobilen.

## Unternehmensgeschichte
George Johnston, der zuvor bei Arrol-Johnston tätig war, gründete 1906 das Unternehmen im Glasgower Stadtteil Bridgeton und begann mit der Produktion von Automobilen. Der Markenname lautete All British. 1908 endete die Produktion.

## Fahrzeuge
Johnston entwarf ein Pkw-Modell mit einem ungewöhnlichen Achtzylindermotor, der 54 PS leistete. 1907 stellte er es auf einer Ausstellung vor. Geplant war die Produktion von 75 Fahrzeugen jährlich. Doch das Fahrzeug blieb ein Einzelstück.
Daneben entstanden Lastkraftwagen und Omnibusse mit Vier- und Achtzylindermotoren. Die Lkw hatten Kettenantrieb. Ein Bus wurde in London eingesetzt.